# Гора-1
Гора-1 — деревня в Кирилловском районе Вологодской области.
Входит в состав Коварзинского сельского поселения, с точки зрения административно-территориального деления — в Коварзинский сельсовет.
Расстояние по автодороге до районного центра Кириллова — 42 км, до центра муниципального образования Коварзино — 6 км. Ближайшие населённые пункты — Сенино, Керманово, Блиново.
По переписи 2002 года население — 14 человек.